# La Parade (Ravel)
Pour les articles homonymes, voir Parade.
La Parade est une œuvre pour piano de Maurice Ravel, non datée et sous le pseudonyme de Jack Dream ou Jacques Dream, composée pour la danseuse Antonine Meunier qui l'a créée à Monte-Carlo le 5 mars 1902.

## Présentation et datation
La partition de Ravel est une « esquisse de ballet » sur un argument perdu d'Antonine Meunier, danseuse de l'Opéra de Paris et professeure d'académies privées. Marcel Marnat ajoute : « Probablement écrit pour un divertissement chorégraphique privé. Pas de mentions écrites ».
La Parade est constituée de « deux valses, deux marches et une mazurka ».
Le manuscrit de La Parade conservé à la Bibliothèque nationale de France n'est pas daté mais le musicologue Marcel Marnat, biographe du compositeur, estime que la composition daterait de « 1896 (?) mais plutôt en 1892/93 ».
Le musicologue Manuel Cornejo date la composition plus tardivement en 1901-1902, ayant trouvé les dates de deux premières auditions avec danses de La Parade, Maurice Ravel usant les deux fois du pseudonyme Jack Dream ou Jacques Dream,,,. La création a eu lieu le 5 mars 1902 au Palais des beaux-arts de Monte-Carlo (détruit en 1930), par les danseuses Antonine Meunier, Suzanne Mante et Virginie Hugon,,.
La première audition parisienne a eu lieu le 5 avril 1902 à un concert Five O’Clock du quotidien Le Journal, 100, rue de Richelieu, avec les trois mêmes danseuses qu'à Monte-Carlo, Antonine Meunier, Suzanne Mante et Virginie Hugon, le piano étant tenu par Mlle Grandjean,. La première parisienne a eu lieu, à quelques heures de différence, le même jour que la création des Jeux d'eau de Maurice Ravel par Ricardo Viñes à l'ancienne Salle Pleyel du 22, rue de Rochechouart.

## Analyse
Marcel Marnat note que « ces musiques de salon arborent un titre dont le sens sera révélé dix-neuf ans plus tard par Cocteau », pour Parade d'Erik Satie : « les saltimbanques offrent ce menu fretin mais le vrai travail est ailleurs. Il arrive que l'on prenne la parade pour le spectacle. Ce ne sera pas le cas pour Ravel ».
Christian Goubault juge que les dix-sept pages autographes de ce « premier essai de « divertissement chorégraphique » » sont « assez faibles ».
La musicologue Bénédicte Palaux Simonnet relève que le compositeur « s'y amuse, offrant aux entrechats des petites danseuses, traits de fusée, notes perlées, accords graves, rythme enlevé, installant mezza-voce les échos d'airs à la mode : depuis As-tu vu la casquette, la casquette (du Père Bugeaud) à Do, do, l'enfant do. Illustrant les multiples sens du mot parade ».
Dans le catalogue des œuvres de Ravel, la pièce porte le numéro O 11.

## Publication

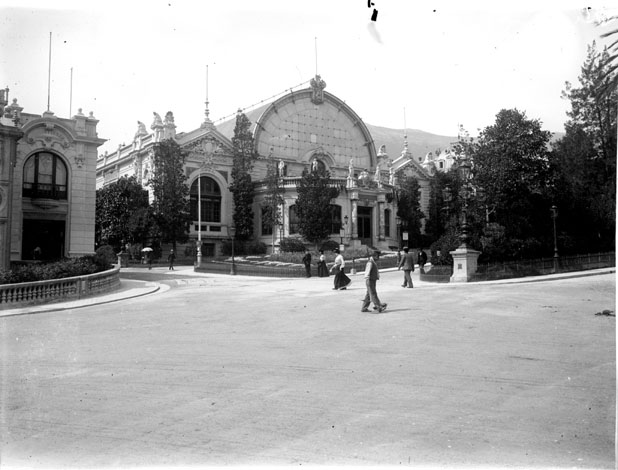
Palais des beaux-arts de Monte-Carlo où a eu lieu la première de La Parade.

La partition a été publiée de manière posthume, en 2008, par les Éditions Durand-Salabert-Eschig, d'après le manuscrit autographe conservé à la Bibliothèque nationale de France, à laquelle il a été donné en 1972, année de la mort d'Antonine Meunier.

## Discographie
En 1994, alors que la partition était encore inédite, François-Joël Thiollier a été le premier 
à avoir enregistré La Parade dans son intégrale de l'œuvre pour piano seul de Ravel pour le label Naxos.
Par la suite, La Parade a été enregistrée en 2003 par Alexandre Tharaud dans son intégrale de l'œuvre pour piano seul de Ravel pour le label Harmonia Mundi puis en 2008 par François Dumont dans son intégrale de l'œuvre pour piano seul de Ravel pour le label Piano Classics.

### Monographies
- Marcel Marnat, Maurice Ravel, Paris, Fayard, coll. « Indispensables de la musique », 1986 (ISBN 2-213-01685-2, BNF 43135722), p. 60, 728.
- Christian Goubault, Maurice Ravel. Le jardin féerique, Paris, Minerve, 2004 (ISBN 2-86931-109-5, BNF 39264179), p. 28
- (en) Deborah Mawer, The Ballets of Maurice Ravel : Creation and Interpretation, Aldershot, Ashgate, 2006 (ISBN 0-7546-3029-3, BNF 40151376), p. 256-257
- Bénédicte Palaux Simonnet, Maurice Ravel, Paris, Bleu nuit éditeur, coll. « Horizons » (no 71), 2020, 176 p. (ISBN 978-2-35884-085-9).